# 博卡羅縣
博卡羅縣是印度的一個縣，位於該國北部，由贾坎德邦負責管轄，面積2,861平方公里，識字率為73.48%，2011年人口2,061,918，人口密度每平方公里721人。

## 外部連結
- （页面存档备份，存于） List of places in Bokaro
- Bokaro District website（页面存档备份，存于）
- （页面存档备份，存于） List of places in Bokaro

23°41′21″N 86°06′36″E / 23.6892°N 86.110°E